# Anaximandro Amorim
Anaximandro Oliveira Santos Amorim (Vila Velha, 14 de dezembro de 1978) é um advogado, professor e escritor brasileiro. É membro da Academia Espírito-santense de Letras e da Academia de Letras de Vila Velha. Autor de nove livros, além de trabalhos em antologias, revistas e jornais. 

## Biografia
Anaximandro Amorim é bacharel em Direito e em Letras Português-Francês pela Universidade Federal do Espírito Santo (UFES) e pós-graduado em Direito Processual pela Estácio de Sá. Membro da Associação dos Professores de Francês do Estado do Espírito Santo (APFES). É um dos membros-fundadores da Academia Jovem Espírito-Santense de Letras, Em seguida, torna-se membro correspondente da Academia Cachoeirense de Letras - ACL.
Em 25 de maio de 2011, tornou-se membro do Instituto Histórico e Geográfico do Espírito Santo – IHGES. Amorim ocupa a cadeira 40 da Academia Espírito-Santense de Letras desde 2010 e a cadeira 12 da Academia de Letras de Vila Velha/ES desde 2011.
Também foi membro da câmara de Literatura da Lei Rubem Braga, da Prefeitura de Vitória, e do Conselho Estadual de Cultura a Secretaria de Estado da Cultura do Espírito Santo. Entre 2003 e 2005 apresentou o programa de televisão "Jovens Escritores", dedicado à literatura capixaba.
Em 7 de julho de 2015, recebeu a Comenda Rubem Braga, maior distinção concebida a um escritor no Espírito Santo, outorgada pela Assembleia Legislativa. Junto com um grupo de pesquisadores, estudiosos e entusiastas, criou em 2019 o clube de leitura “Leia Capixabas”, dedicado à literatura brasileira do Espírito Santo.  

## Obras
- Brasil de ontem, hoje e sempre (poemas, 1994);[2]
- Asas de cera (infantojuvenil, 1995);
- Concupiscência (romance, 2003);
- A história de um sobrevivente (memórias, 2010);
- O livro dos poemas (poesia, em 2013);[14]
- A máquina do tempo e outras histórias (contos e crônicas, 2014);
- A vida depois da luz (memórias, em 2015);
- O breviário do silêncio, (poemas, em 2018);[15]
- A obscuridade (romance, em 2018).